# Jefimowskij
Jefimowskij – osiedle typu miejskiego w Rosji, w obwodzie leningradzkim. W 2010 roku liczyło 3611 mieszkańców.